# 2C

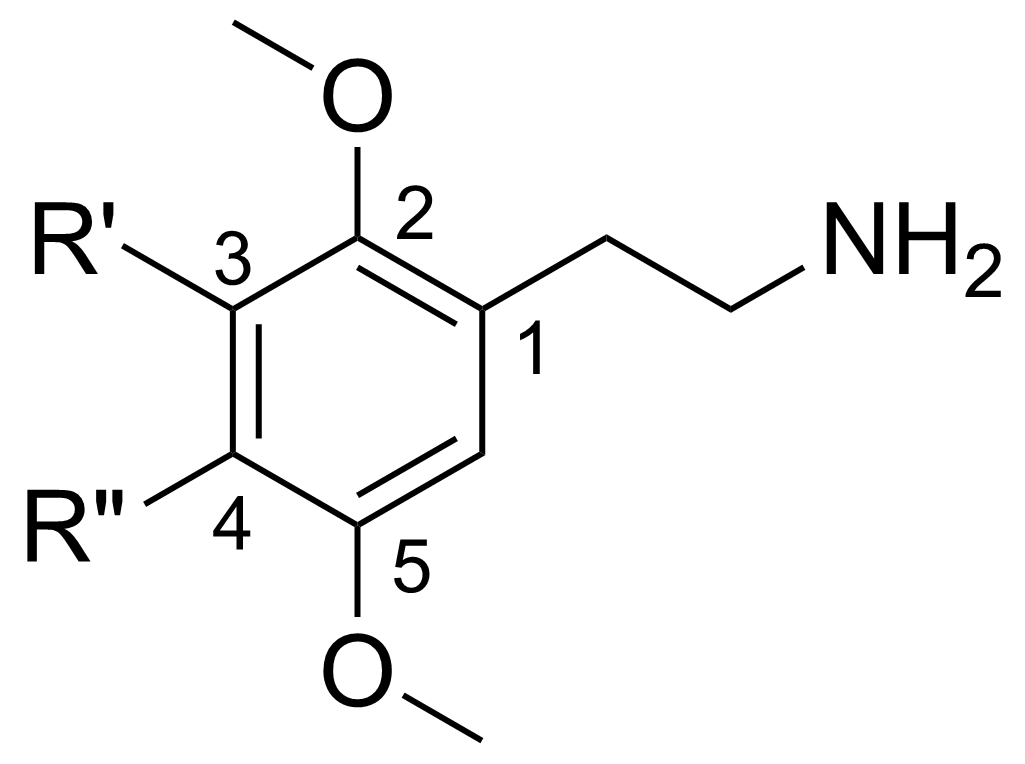
Algemene structuurformule van een 2C-verbinding. De groepen R' (op positie 3) en R" (op positie 4) zijn variabel.

2C is de algemene naam voor een groep van psychedelische fenylethylamines die methoxygroepen bevatten op de 2de en 5de positie op de benzeenring. De meeste 2C-verbindingen werden in de jaren '70 en '80 gesynthetiseerd door Alexander Shulgin en gepubliceerd in zijn boek PiHKAL (Phenethylamines i Have Known And Loved).

## Leden van de 2C-groep
| Naam    | R'     | R"             | Structuurformule |
| ------- | ------ | -------------- | ---------------- |
| 2C-B    | H      | Br             |                  |
| 2C-C    | H      | Cl             |                  |
| 2C-D    | H      | CH3            |                  |
| 2C-E    | H      | CH2CH3         |                  |
| 2C-F    | H      | F              |                  |
| 2C-G    | CH3    | CH3            |                  |
| 2C-G-3  | (CH2)3 | (CH2)3         |                  |
| 2C-G-4  | (CH2)4 | (CH2)4         |                  |
| 2C-G-N  | (CH)4  | (CH)4          |                  |
| 2C-H    | H      | H              |                  |
| 2C-I    | H      | I              |                  |
| 2C-N    | H      | NO2            |                  |
| 2C-O    | H      | OCH3           |                  |
| 2C-O-4  | H      | OCH(CH3)2      |                  |
| 2C-P    | H      | CH2CH2CH3      |                  |
| 2C-SE   | H      | SeCH3          |                  |
| 2C-T    | H      | SCH3           |                  |
| 2C-T-2  | H      | SCH2CH3        |                  |
| 2C-T-4  | H      | SCH(CH3)2      |                  |
| 2C-T-7  | H      | S(CH2)2CH3     |                  |
| 2C-T-8  | H      | SCH2CH(CH2)2   |                  |
| 2C-T-9  | H      | SC(CH3)3       |                  |
| 2C-T-13 | H      | S(CH2)2OCH3    |                  |
| 2C-T-15 | H      | SCH(CH2)2      |                  |
| 2C-T-17 | H      | SCH(CH3)CH2CH3 |                  |
| 2C-T-21 | H      | S(CH2)2F       |                  |
| 2C-TFM  | H      | CF3            |                  |
| 2C-YN   | H      | C≡CH           |                  |

2C-groep: 2C-B · 2C-C · 2C-D · 2C-E · 2C-F · 2C-G · 2C-H · 2C-I · 2C-N · 2C-O · 2C-P · 2C-SE · 2C-T-2 · 2C-T-4 · 2C-T-7 · 2C-T-19 · 2C-YN

Overig: ALEPH-2 · ARIADNE · DOM · M · MDA · MDEA · MDMA · MMDA-2 · TMA · TMA-2